# Fåvang Station
Fåvang Station (Fåvang stasjon) er en tidligere jernbanestation på Dovrebanen, der ligger ved byområdet Fåvang i Ringebu kommune i Norge. Stationen ligger på den vestlige side af elven Gudbrandsdalslågen, mens byområdet ligger på den østlige side.
Stationen åbnede som holdeplads 2. november 1896, da banen blev forlænget fra Tretten til Otta. Oprindeligt den Myre, men den skiftede navn til Fåvang 15. februar 1921. Den blev opgraderet til station 1. marts 1898. Den blev fjernstyret 14. december 1966 og gjort ubemandet 1. august 1975. Betjeningen med persontog ophørte 7. januar 2001, hvorefter den tidligere station har haft status som fjernstyret krydsningsspor.
Stationsbygningen, der er en toetages bygning i rødmalet træ, blev opført til åbningen i 1896 efter tegninger af Paul Due.